# Râul Słupia
Słupia (← poloneză, germană Stolpe) este un râu in partea nordică a Poloniei, care se varsă în Marea Baltică.